# Échauffure
L'échauffure consiste en la modification légère de la composition chimique du bois provoquée par des champignons. Cette modification s'accompagne d'un changement de coloration. Il faut distinguer l'échauffure de la pourriture, qui est une modification profonde du bois.
Le bois échauffé peut être utilisé pour ses qualités décoratives.
La cause de l'échauffement doit alors être neutralisée.